# Lars Warplind
Lars Warplind var 1696-1711 kantor i Jakob och Johannes församling

## Biografi
Laurentius Johannis Warplind härstammade från Falun. Han inskrevs vid Uppsala universitet i mars 1678. Han kom troligen omedelbart med bland musikanterna som expektant eftersom han av rector cantus Harald Vallerius 1678 nämns som en av de sex bästa i musiken och rekommenderades till stipendium, vilket han fick som musikstipendiat samma år och kvarstod till 1681. 1693 medverkade han som musikant vid Ulrika Eleonora den äldres begravning i Storkyrkan. 1696 antogs han till kantor i Jacobs skola och kyrka och angavs skicklig i både vokalmusik och instrumentalmusik. Uppgiften bestod i att en timma dagligen undervisa skolpojkarna i sång och bland annat  inöva de nya koralerna i 1697 års koralbok. Varannan vecka ledde han sången i kyrkan i växling med Carl Hintz. Warpling begärde avsked 1711 på grund av bröstvärk och begärde 1713 att få två årliga kollekter i Jacob och Johannes.